# Kathy Schmidt
Kathy Schmidt (Long Beach (California), Estados Unidos, 29 de diciembre de 1953) es una atleta estadounidense retirada, especializada en la prueba de lanzamiento de jabalina en la que llegó a ser medallista de bronce olímpica en 1972.

## Carrera deportiva
En los JJ. OO. de Múnich 1972 ganó la medalla de bronce en el lanzamiento de jabalina, llegando hasta los 59.94 metros, tras las alemanas Ruth Fuchs que con 63.88 m batió el récord olímpico, y Jacqueline Todten (plata con 62.54 metros).
Y cuatro años después, en los JJ. OO. de Montreal 1976 volvió a ganar la medalla de bronce en el lanzamiento de jabalina, llegando hasta los 63.96 metros, siendo superada por las alemanas Ruth Fuchs y Marion Becker.